# Гусихін Іван Федорович
Іван Федорович Гусихін (нар. 15 червня 1903, місто Орєхово-Зуєво Московської губернії, тепер Московської області, Російська Федерація — 5 серпня 1967, місто Калінін, тепер місто Твер, Російська Федерація) — радянський діяч, голова виконавчого комітету Калінінської обласної ради. Депутат Верховної Ради СРСР 1-го скликання.

## Біографія
У серпні 1919 — березні 1922 року — в Червоній армії.
Член РКП(б) з 1919 року. У 1922 році був виключений із членів партії, але у березні 1923 року — відновлений.
З березня 1922 по 1923 рік — робітник Дєдовської текстильної фабрики Московської губернії.
У 1923—1925 роках — слухач Дєдовської школи радянського і партійного будівництва.
У липні 1925 — липні 1926 року — організатор організаційно-пропагандистської роботи Дєдовського осередку РЛКСМ Московської губернії.
У липні 1926 — січні 1928 року — відповідальний секретар, голова фабричного комітету Дєдовської текстильної фабрики, голова правління Дєдовської спілки текстильників. З січня 1928 року — старший інспектор праці Воскресенського повіту Московської губернії.
У 1928—1929 роках — слухач загальноосвітніх курсів з підготовки до вищого навчального закладу при Московському відділі народної освіти.
У серпні 1929 — січні 1930 року — завідувач Воскресенського районного соціально-культурного відділу Московської області. У січні — лютому 1930 року — завідувач агітаційно-пропагандистського відділу Воскресенського районного комітету ВКП(б).
У лютому — червні 1930 року — уповноважений ЦК ВКП(б) і Московського обласного комітету ВКП(б) по Кінель-Черкаському районі Середньоволзького краю.
У червні — вересні 1930 року — голова правління Воскресенської районної колгоспспілки Московської області.
У вересні 1930 — липні 1931 року — голова виконавчого комітету Воскресенської районної ради Московської області.
У липні 1931 — серпні 1932 року — голова виконавчого комітету Істринської районної ради Московської області.
У серпні 1932 — грудні 1935 року — голова виконавчого комітету Вишнєволоцької районної ради Московської (Калінінської) області. У грудні 1935 — квітні 1936 року — голова виконавчого комітету Вишнєволоцької міської ради Калінінської області.
У квітні 1936 — червні 1937 року — завідувач Калінінського обласного відділу комунального господарства. У червні 1937 року — завідувач спеціального сектора Калінінського обласного відділу охорони здоров'я.
У червні — вересні 1937 року — секретар виконавчого комітету Калінінської обласної ради.
9 вересня 1937 — 22 березня 1938 року — голова виконавчого комітету Калінінської обласної ради.
З березня по серпень 1938 року не працював, проживав у місті Калініні
9 серпня 1938 року заарештований органами НКВС. 16 грудня 1939 року звільнений з ув'язнення.
У вересні 1940 — липні 1941 року — голова Калінінської обласної Спілки працівників культури.
У липні — серпні 1941 року — курсант командних курсів Московського військового округу. У серпні 1941 — лютому 1946 року — в Червоній армії. Служив помічником командира 557-го стрілецького полку з матеріального забезпечення 21-ї армії, начальником відділу інтендантського постачання управління польового евакопункту № 114 21-ї армії.
У лютому 1946 — жовтні 1950 року — голова виконавчого комітету Центральної районної ради міста Калініна.
У жовтні 1950 — липні 1951 року — слухач курсів при Калінінській обласній партійній школі.
У березні 1953 — квітні 1959 року — начальник Калінінського обласного управління державного страхування.
З квітня 1959 року — на пенсії в місті Калініні (Твері).

## Звання
- капітан інтендантської служби
- майор інтендантської служби

## Нагороди
- орден Вітчизняної війни ІІ ст. (22.05.1945)
- орден Червоної Зірки (7.10.1943)
- ордени
- медалі